# Óscar Enrique Sánchez Guerrero
Óscar Enrique Sánchez Guerrero (Leticia, 28 de enero de 1984) es un administrador público y político colombiano, que se desempeña actualmente como Gobernador del Departamento de Amazonas.

## Biografía
Nació en Leticia, capital de la Comisaría del Amazonas, en enero de 1984. Estudió Administración Pública en la Escuela Superior de Administración Pública.
En las elecciones regionales de 2011 resultó elegido miembro de la Asamblea Departamental de Amazonas por el Partido de Integración Nacional con 515 votos, logrando reelegirse en las elecciones de 2015 por el mismo partido (entonces llamado Opción Ciudadana), con 512 votos. Aunque en las elecciones de 2019 no se logró reelegir con el partido Polo Democrático Alternativo, ingresó como reemplazo a la Asamblea en 2020. A lo largo de sus mandatos en la Asamblea, se desempeñó como Presidente de la Comisión Primera de Planeación, de la Comisión Cuarta de Presupuesto y de la corporación en sí misma.
En 2018, la Procuraduría General lo destituyó e inhabilitó por 10 años para ejercer cargos públicos, junto con otros 22 diputados y exdiputados de la Asamblea de Amazonas, por haber recibido pagos del Estado por concepto de primas de vacaciones e indemnizaciones, cuando estos no estaban autorizados.
En 2022 renunció a la Asamblea de Amazonas, con el fin de presentar su candidatura a Gobernador de Amazonas en las elecciones regionales de 2023, por la coalición Pacto Histórico y con el apoyo del Partido Liberal. Resultó elegido con 14.256 votos, equivalentes al 45,3%, siendo uno de los apenas tres gobernadores elegidos por la coalición del presidente Gustavo Petro.